# 阿塔羅斯 (安德羅米尼斯之子)
阿塔羅斯 （希臘語：Aτταλoς; 前四世紀人物），安德羅米尼斯之子，是馬其頓亞歷山大大帝的軍官。前330年，阿塔羅斯和他的兄弟帕勒蒙、阿明塔斯和西米阿斯被牽扯入菲羅塔斯謀反一案，但他們兄弟最終獲得清白。前328年，當亞歷山大進軍粟特之時，阿塔羅斯和波利伯孔和一些軍官率領一部分軍隊留在巴克特里亞。阿塔羅斯後來還隨亞歷山大進軍印度，並且擔任許多重要任務。前323年，當亞歷山大染上重病之刻，他是前往巴比倫塞拉皮斯神廟守夜的七位軍官中之一，他們向神請求治療亞歷山大。
亞歷山大逝世後，阿塔羅斯加入佩爾狄卡斯一黨，並娶佩爾狄卡斯的姊妹阿塔蘭特（Atalante）。前321年，阿塔羅斯伴隨帝國攝政佩爾狄卡斯進軍埃及，討伐反叛的總督托勒密，當時阿塔羅斯率領艦隊從海路進功。隨後，佩爾狄卡斯因軍隊發生譁變而被殺，在後方大營的阿塔羅斯妻子阿塔蘭特也被處死。而阿塔羅斯當時與艦隊停留在培琉喜阿姆而逃過一劫。他立即帶著艦隊北返至泰爾，當初佩爾狄卡斯把軍資800塔蘭同留在泰爾並命阿基勞斯治理該城。當阿塔羅斯來到此處，阿基勞斯隨即向他獻城，使阿塔羅斯能以此資金很快就募集到10,000名步兵和800名騎兵。他在泰爾停留一段時日，召集逃過一劫的佩爾狄卡斯黨羽。阿塔羅斯並沒有立即與佩爾狄卡斯的兄弟阿爾塞塔斯軍會合，反而率艦隊北上至卡里亞沿岸，在哪裡他與羅德島發生衝突，並遭到羅德島艦隊擊敗。戰敗後，阿塔羅斯的軍隊與阿爾塞塔斯軍隊會合。而安提柯受命討伐佩爾狄卡斯殘黨，並在前320年皮西迪亞擊敗阿塔羅斯和阿爾塞塔斯的聯軍，這場戰役阿爾塞塔斯幸運地逃脫俘虜的命運，但阿塔羅斯和其他軍官遭到俘虜。從那之後到前317年為止，阿塔羅斯和其他人一直被囚禁著。然而後來他們趁機推翻守衛，並占據那座囚禁他們的要塞。但在阿塔羅斯等人逃脫以前，這座要塞就被鄰近的安提柯軍隊團團包圍，阿塔羅斯他們堅守這座要塞足足有一年又四個月，但最後在數量懸殊下被迫交出這座要塞。之後就沒有阿塔羅斯的消息。

## 家庭
- 父亲：安德罗美尼斯
- 兄弟：阿明塔斯,帕勒蒙,西米阿斯
- 妻子：阿塔兰特（Atalante）

## 來源
1. ↑  阿里安, 亞歷山大遠征記, iv. 16
2. ↑  阿里安., iv. 27, v. 12
3. ↑  阿里安., vii. 26
4. ↑  西西里的狄奧多羅斯, Bibliotheca, xviii. 37; 弗提, Bibliotheca, cod. 92
5. ↑  西西里的狄奧多羅斯, xviii. 44, 45
6. ↑  西西里的狄奧多羅斯., xix. 16

- 威廉·史密斯，《希腊羅馬的神話和傳記辭典》,   "Attalus (2)" （页面存档备份，存于）,   波士頓, (1867)